# Rataje nad Sázavou
Pour les articles homonymes, voir Rataje.
Rataje nad Sázavou (en allemand : Ratais an der Sasau) est un bourg (městys) du district de Kutná Hora, dans la région de Bohême-Centrale, en République tchèque. Sa population s'élevait à 556 habitants en 2021.

## Géographie
Rataje nad Sázavou est arrosée par la rivière Sázava et se trouve à 26 km au sud-ouest de Kutná Hora et à 46 km au sud-est de Prague.
La commune est limitée par Úžice et Staňkovice au nord, par Uhlířské Janovice, Zbizuby et Podveky à l'est, par Soběšín et Český Šternberk au sud, et par Drahňovice, Sázava, Ledečko et Samopše à l'ouest.

## Histoire
La première mention écrite de la localité remonte à 1289. Elle s'appelait autrefois Rataje Hrazené. La commune a le statut de bourg (městys) depuis le 1er décembre 2006.

## Jeu vidéo
La ville de Rattay a été reconstituée dans le jeu Kingdom Come: Deliverance. Représentée comme une cité florissante, entourée de remparts et dirigée par un seigneur dénommé le Seigneur Hanush. La représentation de la ville a été parfaitement respectée. 
Lorsque vous arrivez par le sud de la ville, à votre droite, se trouve la première forteresse (aujourd'hui en ruines), à votre gauche, l'hôtel de ville et l'église ; ensuite une longue avenue mène à la deuxième forteresse et deuxième église, tout le long de cette avenue il y a plusieurs commerces. 
Au début du XVe siècle, la ville de Rattay était l'une des plus importantes de la région, aujourd'hui elle n'a plus que 600 habitants.

## Administration
La commune se compose de trois quartiers :
- Malovidy
- Mirošovice
- Rataje nad Sázavou